# Du bist nicht allein (film 1949)
Du bist nicht allein è un film del 1949 diretto da Paul Verhoeven.

## Produzione
Il film fu prodotto dallo stesso regista con la sua casa di produzione di Monaco, la Paul Verhoeven Filmproduktion.

## Distribuzione
Distribuito dalla Hamburg-Film GmbH, il 20 giugno 1949 il film venne presentato a Berlino Ovest.